# Championnats du monde de tir à l'arc 2005
Navigation
Édition précédente Édition suivante
Les championnats du monde de tir à l'arc 2005 sont une compétition sportive de tir à l'arc organisée en 2005 à Madrid, en Espagne. Il s'agit de la 43e édition des championnats du monde de tir à l'arc.

## Résultats

### Classique
| Event            | Or                                                        | Argent                                                      | Bronze                                                                   |
| ---------------- | --------------------------------------------------------- | ----------------------------------------------------------- | ------------------------------------------------------------------------ |
| Individuel homme | Chung Jae-hun Corée du Sud                                | Ryuichi Moriya Japon                                        | Choi Won-jong Corée du Sud                                               |
| Par équipe homme | Corée du Sud Park Kyung-mo Chung Jae-hun Choi Won-jong    | Inde Tarundeep Rai Gautam Singh Jayanta Talukdar (en)       | Pologne Piotr Piatek Jacek Proć (en) Grzegorz Sliwka                     |
| Individuel femme | Lee Sung-jin Corée du Sud                                 | Lee Tuk-Young Corée du Sud                                  | Park Sung-hyun Corée du Sud                                              |
| Par équipe femme | Corée du Sud Lee Tuk-young (en) Park Sung-hyun Yun Mi-jin | Ukraine Tetyana Berezhna Natalia Bourdeïna Kateryna Palekha | Russie Margarita Galinovskaya (en) Elena Gracheva Ekateraina Kharkhanova |

### Arc à poulie
| Event            | Or                                                      | Argent                                                           | Bronze                                                |
| ---------------- | ------------------------------------------------------- | ---------------------------------------------------------------- | ----------------------------------------------------- |
| Individuel homme | Morgan Lundin Suède                                     | Morten Boe Norvège                                               | Dejan Sitar Slovénie                                  |
| Par équipe homme | États-Unis Dave Cousins Braden Gellenthien Kevin Polish | Norvège Morten Boe Odd Martin Mørk Thomas Stenvoll Terje Roestad | Australie Patrick Coghlan Clint Freeman Dennis Carson |
| Individuel femme | Sofia Goncharova Russie                                 | Arminda Bastos Mexique                                           | Svetlana Kondrashenko Russie                          |
| Par équipe femme | France Anne-Marie Bloch Valérie Fabre Cécile Jousselin  | États-Unis Mary Zorn Erika Anschutz Jamie van Natta              | Danemark Camilla Soemod Louise Hauge Rikke Marslev    |

### Tableau des médailles
| Rang | Nation       | Or | Argent | Bronze | Total |
| ---- | ------------ | -- | ------ | ------ | ----- |
| 1    | Corée du Sud | 4  | 1      | 2      | 7     |
| 2    | États-Unis   | 1  | 1      | -      | 2     |
| 3    | Russie       | 1  | -      | 2      | 3     |
| 4    | France       | 1  | -      | -      | 1     |
| 4    | Suède        | 1  | -      | -      | 1     |
| 6    | Norvège      | -  | 2      | -      | 2     |
| 7    | Inde         | -  | 1      | -      | 1     |
| 7    | Japon        | -  | 1      | -      | 1     |
| 7    | Mexique      | -  | 1      | -      | 1     |
| 7    | Ukraine      | -  | 1      | -      | 1     |
| 11   | Australie    | -  | -      | 1      | 1     |
| 11   | Danemark     | -  | -      | 1      | 1     |
| 11   | Pologne      | -  | -      | 1      | 1     |
| 11   | Slovénie     | -  | -      | 1      | 1     |